# Miral Samardžić
Miral Samardžić (* 17. Februar 1987 in Jesenice) ist ein slowenischer Fußballspieler.

## Karriere

### Verein
Samardžić durchlief von 1996 bis 2004 die Nachwuchsabteilung von NK Jesenice und NK Triglav Kranj. 2004 wurde er in den Profikader von NK Triglav Kranj aufgenommen und war die nächsten drei Jahre Teil des Kaders. 2007 wechselte er zu NK Maribor.
Samardži setzte seine Karriere 2010 im Ausland fort und wechselte zum moldauischen Verein Sheriff Tiraspol, wo er bis 2014 auf 105 Einsätze 10 Treffer kam. Im Juli 2014 wechselte er zu kroatischen Erstligisten HNK Rijeka. Zur Rückrunde der Spielzeit 2016/17 wechselte er in die türkische Süper Lig zu Akhisar Belediyespor. Zuvor hatte er 2016 für den chinesischen Klub Henan Jianye gespielt. Zwischen 2017 und 2019 spielte er in der russischen Premjer-Liga für Anschi Machatschkala und Krylja Sowetow Samara. Im Juli 2019 kehrte er in die slowenische erste Liga zurück und absolvierte 44 Spiele für NK Olimpija Ljubljana, bevor er von 2021 bis 2023 in den Vereinigten Arabischen Emiraten für Hatta Club und Adschman Club spielte.
Seit 2023 steht Samardžić bei NK Jesenice unter Vertrag.

### Nationalmannschaft
Samardžić absolvierte von 2006 bis 2008 insgesamt 13 Spiele für die slowenischen U-20- und U-21-Nationalmannschaften. Seit 2013 spielt er für die A-Nationalmannschaft.